# Land of Unlikeness
Land of Unlikeness – pierwszy tomik amerykańskiego poety szkoły konfesyjnej Roberta Lowella, opublikowany w 1944. Tytułowe sformułowanie pochodzi z pism św. Bernarda, jednak jego wybór mógł być podyktowany nawiązaniem do Ziemi jałowej T.S. Eliota (The Waste Land).
Tomik ma kunsztowną formę wersyfikacyjną. Zdaniem autorów Historii literatury Stanów Zjednoczonych tomik charakteryzuje się mistrzowskim wykorzystaniem możliwości klasycznego wiersza sylabotonicznego. Wiele wierszy z omawianego tomu weszło w nieco zmienionej formie do drugiego zbiorku poety, zatytułowanego Lord Weary’s Castle, wydanego w 1946, który ugruntował jego popularność i przyniósł mu Nagrodę Pulitzera w dziedzinie poezji za rok 1947. Do najważniejszych liryków Lowella z tego ostatniego zbiorku należy wiersz The Quaker Graveyard in Nantucket (Cmentarz kwakierski w Nantucket).